# Никитин, Юрий Александрович (писатель)
Ю́рий Алекса́ндрович Ники́тин (30 ноября 1939, Харьков — 23 мая 2025) — советский и российский писатель в жанрах научной фантастики, исторического романа, славянского фэнтези. Его произведения затрагивают разнообразные темы, от идей славянского неоязычества, геополитики и антиамериканизма, до глобализма, сингулярности и трансгуманизма.

## Биография
Родился 30 ноября 1939 года в Харькове. Раннее детство провёл в харьковском рабочем пригороде Журавлёвка. Отец Юрия погиб в самом конце войны, под Берлином. Юрия растили мать, совмещая воспитание сына с трудом на ткацкой фабрике в две смены, и бабушка с дедушкой, который был видным плотником, чьи услуги высоко ценились в Журавлёвке. Родные часто рассказывали Юре затейливые истории о нечистой силе.
По окончании школы, Юрий пошёл работать на Харьковский электротехнический завод, там же начал изучать столярное дело. После — уехал на Крайний Север, где работал на лесоразработках. Был чокеровщиком, плотогоном. Работал в геологоразведке: Сихотэ-Алинь, Уссурийский край, Дальний Восток, Приморье. В 1964 году вернулся на Украину, начал работать литейщиком на заводе, позже — художником.
Тогда же — занялся спортом, получил звание мастера спорта по гребле на каноэ, несколько первых разрядов, в том числе по лёгкой атлетике, боксу и самбо.
Никитин почитается некоторыми московскими неоязычниками как учитель в писательском ремесле. В 2001 году писатель присутствовал на их празднике.
Юрий Александрович высоко оценивал компьютерные игры, рассматривая их не только как развлечение, но и утверждая об их положительном влиянии на когнитивные функции.
Поддерживал и продвигал идеи трансгуманизма и иммортализма («иммортизма»).
В во время пандемии ковида Никитин дал большое интервью «МК», пообещав прекрасное будущее уже нынешнему поколению:
«Города из алюминия, ноосфера, прорыв в космос...» нас ждут не в конце века, а уже в середине. Мир будет прекрасен, как и сейчас, прекраснее, чем 50, 100 или 1000 лет тому назад. Люди к будущему относятся с недоверием, а прекрасное видят в уютном и понятном прошлом. Не случайно так популярен жанр попаданчества. А вот о будущем не хотят ни писать, ни читать, ни думать. Но завтра всё равно наступит!
Интервью было переведено на китайский язык и опубликовано в Китае.
Юрий Никитин умер в больнице 23 мая 2025 года после тяжёлой и продолжительной болезни. Согласно последней воле Никитина, его тело будет подвергнуто криоконсервации.

## Творчество

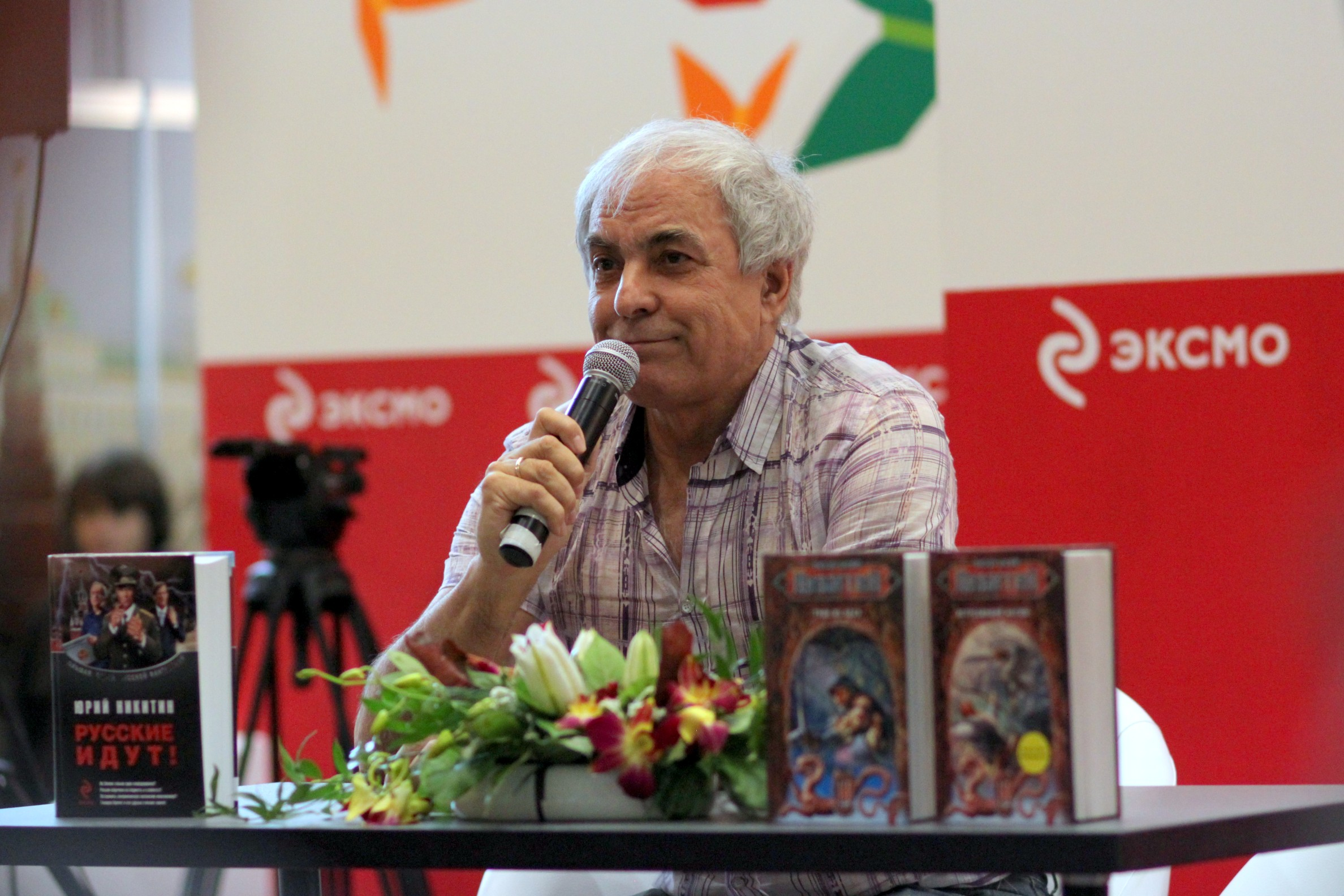
Юрий Никитин представляет свои книги на ММКВЯ-2010

Публиковаться начал в 1965 году, преимущественно с фантастических рассказов и юморесок.
Организовал в Харькове в 1970-х клуб любителей фантастики. В то же время начал писать и публиковать фантастические рассказы. Первая опубликованная книга — сборник фантастических рассказов «Человек, изменивший мир».
Начинал писательскую карьеру в редакции «молодогвардейской» группе фантастов под руководством Владимира Щербакова, которая позже трансформировалась в школу Ивана Ефремова.
За производственный роман о работе литейщиков «Огнепоклонники» (в украинском переводе Юрия Герасименко) получил литературные премии и был принят в Союз писателей СССР.
В 1979 году после издания книги «Шпага Александра Засядько» («Золотая шпага») был подвергнут гонениям и около семи лет не участвовал в литературной жизни.
После окончания в 1980-х Высших литературных курсов в Литинституте остался в Москве, где некоторое время работал главным редактором издательства «Отечество». В начале 1990-х годов, совместными усилиями с Лилией Шишикиной, было учреждено издательство под названием «Змей Горыныч» (или также известное как «Равлик»). Его первоначальная деятельность включала в себя публикацию произведений зарубежной фантастики, однако со временем оно перешло к практически исключительному изданию произведений самого Юрия Никитина. В настоящее время данное издательство прекратило своё деятельность, а книги автора выпускаются под эгидой издательств «Центрполиграф» и «Эксмо». Обложки к книгам выполняли Лео Хао и Михаил Петров.
Всего Никитин выпустил более 60 книг; общий тираж сравним с публикациями популярных писателей, таких как Василий Головачёв и Сергей Лукьяненко.
Гай Юлий Орловский — литературный псевдоним Юрия Никитина, хотя вплоть до издания 47-го тома похождений сэра Ричарда Длинные Руки интрига сохранялась. Похожесть стилистики, оборотов речи и идей, продвигаемых в их романах, а также наличие Гая Юлия в качестве псевдонима героя одного из рассказов Никитина — всё это наводило на закономерную мысль о тождестве Никитина и Орловского. Версия поддерживалась некоторыми литературными сайтами. 29 марта 2014 года на фестивале фантастики «РОСКОН» Юрий Никитин снял шлем и признал, что он и есть Гай Юлий Орловский, и получил премию «Фантаст года».
Помимо жанра научной фантастики Никитин выступил в жанре острополитического триллера (цикл «Русские идут»), философского, психологического и социального романа («Странные романы»), классического исторического сочинения («Историческая серия»), эпического и героического фэнтези («Троецарствие», «Трое из леса»), в лучших традициях советской, в том числе детской, фантастики («Мегамир») и многих других жанрах.
Никитин известен как один из первых авторов, пишущих в жанре славянское фэнтези. Наиболее ранние из популярных произведений Никитина — первые книги в этом жанре из цикла «Трое из Леса». В основе сюжета жизнь невров, по мнению автора, далёких предков восточных славян, а также их соседей: скифов, киммерийцев и др. В 1999 году написал роман «Фарамунд», посвящённый жизни и приключениям полулегендарного прародителя франкских королей из династии Меровингов в эпоху великого переселения народов.
В цикле «Странные романы» имеется трансгуманистический подцикл, состоящий из книг «Трансчеловек», «Я живу в этом теле», «Проходящий сквозь стены», «Я — сингуляр», «Сингомэйкеры» и «2024-й». В «Странных романах» Никитин поднимает такие вопросы как изменение общества под влиянием новых технологий, изменение общественной морали и нравственности («Имаго», «Имортист»), место человека в будущем, возможность и перспективы бессмертия («Трансчеловек»), информационные войны («Великий маг»).
Также им были написаны автобиографические книги «Мне — 65», «Мне — 75» и «Мне — 85» и учебное пособие «Как стать писателем».

## Мнения о творчестве

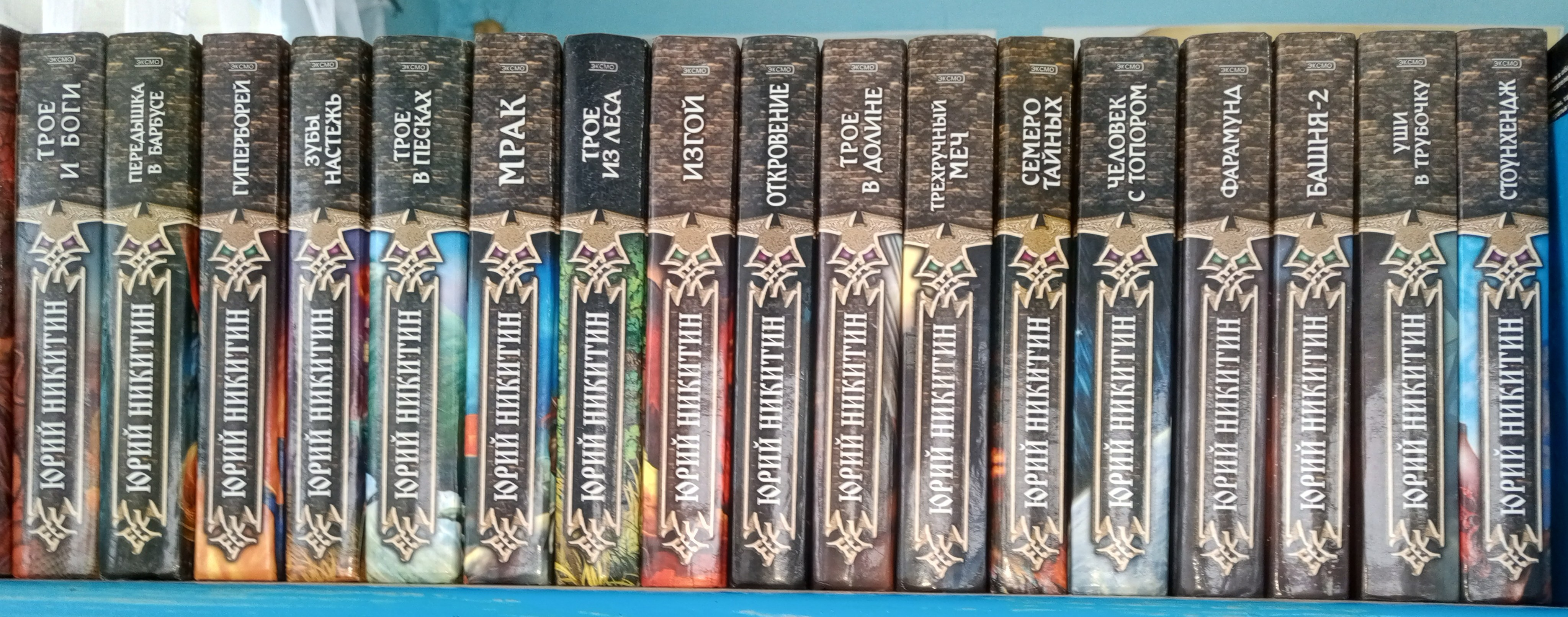
Издательство «Эксмо», 2003—2005 годы

По мнению литературоведа С. И. Чупринина, Никитин с его серией романов «Трое из Леса» является одним из основателей славянского фэнтези.
Литературный критик Всеволод Ревич в 1997 году негативно оценивал творчество Юрия Никитина, причисляя его произведения к «нуль-литературе» (наравне с Владимиром Щербаковым, Евгением Гуляковским, Юрием Петуховым и др.).
Литературовед С.П. Оробий считает, что романы из серии «Странные романы» представляют собой уникальный пример литературного творчества, где границы жанровой фантастики становятся размытыми, а стандартные литературные схемы нарушаются. Они успешно интегрируют художественные элементы «романа идей» в современную массовую культуру. Каждый из романов серии раскрывает важные политические, социальные или моральные проблемы, предлагая читателю глубокий анализ современных вызовов и тенденций. «Странные романы» не ограничиваются одной тематикой, они включают в себя разнообразные линии развития, такие как «геополитическая» («Чародей звездолёта „Агуди“», 2003; «Земля наша велика и обильна», 2004; «Последняя крепость», 2006), «социально-прогностическая» («Скифы», 2000; «Имаго», 2002; «Имортист», 2003), «виртуальная» («Баймер», 2001; «Творцы миров», 2006) и «трансгуманистская» («Трансчеловек», 2006; «Я — сингуляр», 2007; «Сингомэйкеры», 2008; «2024», 2008; «Рассветники», 2012; «Насты», 2013), отмечая при этом, что «сингулярные» мотивы были заложены автором уже в финальных романах серии «Трое из Леса» («Человек с топором» и «Зачеловек» (оба — 2003)). В рамках жанра «романа идей», пишет Оробий, автор экспериментирует с различными жанровыми формами, включая философский роман, утопию и социально-психологический роман.
Исследователь неоязычества А. А. Бесков отмечает, что Никитин, как и многие другие авторы жанра славянского фэнтези, выстраивает авторские мифы о восточнославянских божествах, предпочитая вариант, когда источники дают минимум информации, не ограничивая фантазию автора (приводя в пример образ Хорса в романе «Артания»).
Филолог О. П. Криницына отмечает, что романы Никитина являются хорошим примером мечты, которая существует во многих книг жанра славянского фэнтези: «о сильном народе, едином государстве, особой миссии русских». Это проявляется в попытке сформировать авторский миф о происхождении народа, и описать формирование нации русов. Как пишет Криницына, русские в книге «Князь Рус» показаны земляками гиперборейцев и родственниками иудеев, реализуя таким образом одну из основных задач массовой литературы — снятие напряжения (в данном случае — напряжения в сфере межнациональных отношений). Также она отмечает, что книги Никитина стали частью субкультуры неоязычества.
Филолог Т. Н. Бреева отмечает этиологический миф России в романистике Ю. Никитина как многоуровневое образование. В нём она выделяет три базовых уровня формирования национальной идентичности: «арийский», славянский и русский. На первом уровне транслируется русская версия арийского мифа, что определяет доминирующее положение славян в формировании мировой культуры и результате создаёт представление о «ментальной структуре нации» («Трое из леса», в меньшей мере «Святой Грааль», «Стоунхендж» — проект «Трое из леса»). На втором уровне автор «реконструирует» праславянскую идентичность, задавая структуру национального характера, в первую очередь идею двойственности русской души (проект «Троецарствие», роман «Изгой» из проекта «Трое из леса»). На третьем уровне отражена конструируемая идеологическая общности, основанная на представлении о «всемирной отзывчивости», свойственной русской душе («Княжий пир» из проекта «Княжеский пир», «Гиперборей» из проекта «Трое из леса»).
В интерпретации норманнского компонента, по мнению Бреевой, произведения Никитина актуализируют образ первопредка, прежде всего в романе «Гиперборей» и в ещё большей мере в романе «Княжеский пир». Эта модель включает норманнский компонент в структуру этиологического мифа, что реализует механизм вторичного присвоения компонента. Образ героя-первопредка структурирует идеологему Новой Руси, которая эксплицируется в творчестве писателя. Норманская теория актуализируется в пределах третьего уровня формирования национальной идентичности произведений Никитина. Сакральная символика в модели первопредка уступает перед маркировкой границы, разделяющий прежний мир и тот, в котором появляется идеологическое образование Новой Руси. Никитин реализует распространённый в фэнтези мотив переход от мифологического мира к историческому. Норманнский компонент проявлен через образы воевод Асмунда и Рудого, героизация которых начата в «Гиперборей» и завершена в «Княжеским пире». В первом романе в центр повествование ставится призвание Рюрика, во втором действие происходит во времена князя Владимира. Основанием для их героизации варяжских воевод становится их включение в былинный контекст и их сближение с образом Ильи Муромца: Асмунд и Рудый присутствуют в эпизоде, представляющим собой отсылку к традиционному былинному сюжету ссоры Владимира с богатырями. Однако формальная трансляция норманской теории переходит в её внутреннее отторжение. Мифологизация и героизация образов варягов направлена на раскрытие реваншистской национальной модели, а роль первопредка в конечном итоге присваивает Владимир, который выступает в данном романе как идеолог Новой Руси
Историк В. А. Шнирельман описывает Никитина как бывшего диссидента русской националистической ориентации, который в своих произведениях воспроизводит идеи славянского неоязычества. По его мнению, в произведениях до 1995 года («Ахилл», «Святой грааль», «Святой грааль — 2 (Стоунхендж)», «Гиперборей») в своих произведениях Никитин следовал за немецкими романтическими писателями XIX века, считая культуру явлением высшего порядка (и связывая её с язычеством), а цивилизацию — низшего (и связывая с Сатаной). Учёный пишет, что Никитин изображает русичей как потомков скифов, которые обладали письменностью, и распространили свои культурные достижения и своих богов от Передней Азии до Западной Европы. Шнирельман видит в совете тайно правящих миром «Семерых тайных» «жидомасонский заговор»; в произведениях иудеи приносят в жертву славян; по Шнирельману, автор изображает мировую борьбу сил света и сил тьмы, представленных славянами и иудеями соответственно. Шнирельман усматривает в произведениях Никитина идею о превосходстве русского языческого духовного наследия над западными и христианскими моральными ценностями; славянское язычество учит силе и мужеству, тогда как христианство — покорности; отмечается неоязыческая мифологема, что князь Владимир, выполняя заказ злых сил, оплёл Русь христианской сетью.
Анализируя романы 1996 года «Князь Владимир» и «Князь Рус», Шнирельман отмечает смягчение авторской позиции в отношении евреев и христианства, и ещё большую иронию в отношении неоязыческих мифов. Он также обращает внимание на использование «подлинных русских» топонимов в Палестине за авторством (или их производных) одного из основателей русского неоязычества Валерия Емельянова, например, «Еруслан» (Иерусалим) или «Сиян-гора» (гора Сион). Отмечается идея, что Иисус был славянином, продолжение упоминания темы превращения русичей в «народ рабов» через насильственное крещение Руси, отождествление скифов и славян, и самой идеи скифской или славянской принадлежности различных персонажей и исторических деятелей древней истории (Ахиллес, Аттила и др.), а также идеи о русах как первом народе, и об «арийских» предках. Идею о славянах как «внуках Даждьбога», а также описание их кочевого образа жизни в бескрайних степях, Шнирельман объясняет влиянием «Велесовой книги». В то же время, исследователь отмечает и отход автора от «Велесовой книги» в сторону научной литературы в части признания человеческих жертвоприношений у древних славян. Уходящие после крещения Руси волхвы принимают решение исподволь внедрить в новую веру свои обряды и обычаи. Сами они идут в глушь готовить народ к языческому возрождению в далёком будущем.
Отмечает учёный и скептическое отношение Никитина к попыткам аргументировать величие народа отсылкой на его «древность», или «древних предков». «Он вкладывает в уста князя Владимира слова о том, что никакая богатая история не в силах заменить умение трудиться и эффективно решать стоящие перед обществом проблемы. Ведь историю изменить нельзя, и только будущее зависит от нас самих», пишет Шнирельман. Особо подчёркивает историк и подход Никитина в своих произведениях к религии как явлению, аналогичному политике — утверждая, что религия формируется и изменяется людьми в соответствии с социально-экономическим развитием, исходя из прагматических или конъюнктурных соображений.

## Произведения по мотивам сочинений Никитина
- Пауэр-метал-группа Arda в мини-альбоме «Экзорцист» (2005) выпустила песню «Мрак», написанную по мотивам одноимённой книги из цикла «Трое из Леса».
- Фолк-группа «Дорога Водана» включила в некоторые из своих альбомов 2006—2008 годов целый ряд песен, восходящих к героям и сюжетам цикла «Трое из Леса»: «Песня Мрака», «Песня Даны», «Вещий Олег», «Корчма», «Ты вспомни обо мне» (Песня Таргитая).
- По книгам Юрия Александровича создана браузерная многопользовательская ролевая онлайн-игра «Троецарствие»[9][22].